# アナト

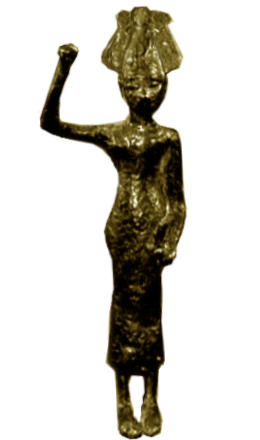
アテフ冠を被ったアナトのブロンズ像

アナト (‘nt [‘anatu]) は、ウガリット神話に登場する女神で、主神バアルの妹である。愛と戦いの女神であり、狩猟や豊穣の女神でもあると考えられている。

## 解説
嵐と慈雨の神バアルと結合して語られる事が多く、「処女、乙女 (btlt)」の称号でも呼ばれている。
神話によれば数々の戦いで多くの敵を殺した非常に好戦的な女神である。ある時には腰まで血の海で浸されるほど多くの人間を殺してまわり、死者の頭や手を自分の腰に着けたという。またバアルの姉妹の中で一番美しいとされ、兄バアルへの従順さと熱愛でも知られる女神である。
キプロスでは同じ戦いの女神であるアテーナー（古代ギリシア語: Ἀνάθ、Ἀθηνᾶ）と同一視されたという例もある。また、こうしたアナトの性質は、民間信仰における移行期、神々の権威が一時的に失墜する時の女性の役割を反映していると考えられている。

## アナトの神話

### 神殿の建造
兄であるバアルを熱愛し、彼が「自分には専用の神殿が無い」と嘆いた際には、最高神イルの元に赴き、頭蓋を叩き割ると恫喝までして神殿を要求している。実際にはこれは失敗しており、後にイルの妻アーシラトに贈り物をして、神殿建設の願いを叶える。「雨を降らせる神」であるバアルの神殿を、雨期の到来に間に合うように建立することは、雨を待ち望む人々の切なる願いの現れであった。

### モートとの争い
バアルを殺害したモートを切り刻み、箕でふるい、これを焼き、臼でひき、畑に撒くという壮絶な復讐を果たした。モートの死体を畑に撒いたのち、バアルは復活し、その7年後にモートも復活した。これは数年ごとに繰り返される豊作と不作の周年のサイクルを反映したものと考えられている。

### アナトの殺戮
バアルがヤム＝ナハルを倒し、自分の神殿を完成させた祝賀会が開かれた後、アナトは兵士たちを神殿に招いた後に発作的に殺戮の衝動に駆られ、神殿の戸を閉めて集まった兵士たちを殺しつくし、膝まで血の中に漬かって喜んだ。それから雨水で身体を清めて、竪琴を奏でながらバアルたちへの愛を歌った。また、アナトは、ヤム＝ナハルと関連する生き物であるレビヤタンをバアルと共に倒したとされる。

### 天の弓
ある時アナトは、ハルナイム（ハラナムとも）の王ダニルウ（ダニエルとも）が工芸神コシャル・ハシスに頼んで、息子アクハトの為に特別に作らせた弓を手に入れようと考えた。彼女はアクハトに金や銀、不死の命とその弓を交換しようと持ちかけるが、アクハトは頑としてこれを拒んだ。これに怒ったアナトはイルの下へ行き、アクハトに復讐する事を告げた。イルはこれを咎めるが彼女は聞かず、自身に仕える戦士・ヤトパン（ヤプタンとも）を送り込み、アクハトを殺させた。すると、アクハトの死と共に地上に乾期が訪れた。アナトは自分の所業を後悔した。そしてアクハトの姉妹であるプガトは喪が明けた後、復讐を誓い、アクハトの仇であるヤトパンを探し出し殺した。その後の物語の詳細は粘土板の消失で不明だが、おそらくアクハトは蘇生し、地上にはまた雨が降るようになったと思われる。